# 黄回
黄 回（こう かい、元嘉4年（427年）- 昇明2年4月14日（478年5月31日））は、南朝宋の軍人。本貫は竟陵郡竟陵県。

## 経歴
はじめ郡府の雑役をつとめ、後に伝教に上った。臧質が竟陵内史となると、黄回はその下で斎帥となった。臧質が竟陵の任を去ると、黄回もつき従った。元嘉28年（451年）、臧質が雍州刺史となると、黄回はまたその下で斎帥となった。元嘉30年（453年）、臧質が劉劭の乱を討つと、黄回はその下で従軍して功績を挙げた。臧質が江州刺史となると、黄回は白直隊主を兼ねた。孝建元年（454年）、臧質の乱に参加して、梁山で敗北して、豫章に向かった。官軍の軍主の謝承祖に捕らえられ、江州に送られ、赦されて原職に復帰した。建康に入り、宣陽門で人と喧嘩する騒ぎを起こしたが、このときに江夏王劉義恭の馬客と詐称したため、鞭打ち200の刑を受け、獄に繋がれた。このとき中書舎人の戴明宝と知り合い、釈放されるとその下で仕えて、邸と江西の別荘の管理を任された。
泰始2年（466年）、明帝即位に反対する兵乱が各地で起こると、黄回は戴明宝に従って明帝側についた。江西の楚人を徴募して射手800を集め、寧朔将軍・軍主となり、劉勔の下で西征した。死虎で杜叔宝の軍を破り、山陰王劉休祐の下で驃騎行参軍・龍驤将軍となった。合肥を攻撃して、これを落とすと、将校に累進して、葛陽県男に封じられた。
元徽2年（474年）、桂陽王劉休範が反乱を起こすと、黄回は屯騎校尉として軍を率いて蕭道成に従った。新亭で偽って劉休範に降ると、張敬児とともに劉休範を斬り、首級を持ち帰った。驍騎将軍・輔師将軍の号を加えられ、聞喜県侯に改封された。元徽4年（476年）、冠軍将軍・南琅邪済陽二郡太守に転じた。建平王劉景素が京口で反乱を起こすと、黄回は蕭道成の下で軍を率いて反乱討伐にあたり、仮節を受けた。京口城が陥落すると、真っ先に入城した。征虜将軍の号を受け、散騎常侍の位を加えられた。元徽5年（477年）、右衛将軍の号を受けた。
同年（昇明元年）12月、沈攸之が反乱を起こすと、黄回は使持節・都督郢州司州之義陽諸軍事・平西将軍・郢州刺史に任じられ、先鋒の諸軍を率いて新亭を出て、反乱鎮圧にあたることとなった。さらに袁粲が石頭に拠って反乱を起こしたため、黄回は任候伯・彭文之・王宜興・孫曇瓘ら新亭の将帥とともに袁粲に呼応しようと図った。任候伯らが船に乗って石頭に向かったが、袁粲はすでに敗死していた。黄回は建康の朝堂で蕭道成を攻撃したが、討ち果たすことができないと悟ると、蕭道成と和解した。
昇明2年（478年）1月、黄回は郢州に向かったが、到着しないうちに沈攸之が敗走した。黄回は郢州に入ると、鎮西将軍の号を受け、督から都督に進んだ。郢州に留まることを望まず、南兗州刺史の地位を求めて、部下を率いて建康に帰った。安陸郡公に改封された。2月、都督南兗徐兗青冀五州諸軍事・鎮北将軍・南兗州刺史に任じられ、散騎常侍の位を加えられた。4月、蕭道成の告発を受けて身を廷尉に送られ、処刑された。享年は52。
子の黄僧念は、尚書左民郎・竟陵国相となったが、父とともに処刑された。

## 伝記資料
- 『宋書』巻83 列伝第43
- 『南史』巻40 列伝第30